# مزرعة التفاح
مزرعة التفاح هي إحدى القرى اللبنانية من قرى الجبلية في قضاء زغرتا في محافظة الشمال.
تبعد حوالي ٦٣ كم عن العاصمة بيروت و امتدادها يبدأ من ارتفاع ٦٠٠ م عن سطح البحر ليصل الى ١٠٥٠ م تقريباً.
تتمتع هذه القرية بواحد من اكبر الاحراج الطبيعية الخضراء المتبقية في لبنان و يتضمن العديد من اصناف الاشجار لا سيما الصنوبر و الشربين و السنديان.
تشتهر مزرعة التفاح بكونها تمتلك واحد من اطول شلالات لبنان و الشرق الاوسط و يطلق عليه اسم " شلال الكاف " و يسطقطب سنويًا الألوف من السياح للتمتع بمنظره و صوته الخلاب خلال فصلي الشتاء و الربيع، كما وأن القرية تعتبر وجهة اساسية لمحبي التسلق و المشي في الطبيعة.
تحتوي القرية على العديد من المشاريع السياحية مثل الاوتيلات و البنغالويات و الاكواخ الخشبية لتمضية اجمل الاوقات و العطل ضمن اجواء هادية و مريحة.
يتوسط القرية ساحة كبيرة من ضمنها كنيسة القديس ضومط الذي يحتفل بعيده يوم ٦ آب من كل سنة ضمن اجواء قروية و احتفالات شعبية تعم البلدة.
تعتبر بلدة مزرعة التفاح واحدة من اكثر قرى لبنان من حيث نسبة الهجرة فيها ، اذ تتخطى نسبة المهاجرين ٥٠٪؜ اذا ما ذكرنا الهجرات القديمة التى حدثت خلال الحروب العالمية و قبلها.